# Poddębice
Poddębice é um município da Polônia, na voivodia de Łódź e no condado de Poddębice. Estende-se por uma área de 5,89 km², com 7 675 habitantes, segundo os censos de 2016, com uma densidade de 1307,5  hab/km².